# アンバー・マイケルズ
アンバー・マイケルズ（Amber Michaels、1968年11月17日 – ）は、西ドイツ出身のアメリカ合衆国のポルノ女優、ボンデージ・モデル。

## 来歴
出生名ヴァンダ・ジェイン・クリーチ（Wanda Jane Creech）として西ドイツで生まれ、アメリカ合衆国の家族に養子縁組され、フロリダ州マイアミで育った。アメリカ空軍に4年間勤めた。
テキサスでストリッパーをしていた時に当時のボーイフレンドに誘われて、1998年にゼイン・スタジオの『Texas Sex Tour』でポルノ映画デビューを果した。業界では比較的高齢の、ほぼ30歳でのデビューであった。
2001年から2003年にかけて毎年AVNアワードにノミネートされた。2003年、ボンデージの分野における年間最優秀の演者、アーティスト、カメラマン、調教師、作家、モデルに与えられるSIGNY awardのベスト・ボンデージ・モデル部門でジャスミン・シンクレアに次いで2位となった。
1990年代後期から2000年代始めにかけてペントハウス、ハイソサエティ、スクリューなどの男性誌やプレイボーイチャンネルの『Night Calls』、『Sex Court』、HBOの『Real Sex』などのテレビ番組にも出演した。

## 出演作の一部
- 1998年: Taboo 19
- 1999年: The 4 Finger Club 1
- 2000年: Pussyman's Decadent Divas 9
- 2001年: The 4 Finger Club 19
- 2002年: Naked Hollywood 14: Playing The Part
- 2003年: Girl Crazy
- 2003年: Kelly's First Nudist Retreat
- 2004年: Girl/Girl Bondage 3
- 2005年: Big Busted Lesbians 4
- 2006年: Lesbian MILTF 1
- 2007年: Butt I Like It
- 2008年: Jenna Loves Pain 2
- 2009年: World Domination 5
- 2010年: Self Service Sex 3
- 2011年: Charm School
- 2012年: Best of Nina Hartley 3
- 2013年: Lesbian Adventures: Older Women, Younger Girls 3

## ノミネーション
- 2001年: AVNアワード Best Anal Sex Scene- Film（ランディ・スピアーズ、ジョニー・ブラックと）『Dream Quest』[5]
- 2001年: AVNアワード Best Group Sex Scene- Film（ランディ・スピアーズ、ジョニー・ブラックと）『Dream Quest』[5]
- 2002年: AVNアワード Best All-Girl Sex Scene - Video（ワンダ・カーティス（スペイン語版）と）『Decadent Divas 12』[6]
- 2003年: AVNアワード Best Sex Scene Coupling – Video（フランク・フォーチュナと）『Ass Worship 2』[7]
- 2003年: SIGNY award Best Model 次点[8]